# 穆天顏
穆天颜（？—？），号象玄，湖廣黄州府黄冈县人，明朝政治人物。

## 生平
事親以孝聞，家贫力学，有俊才。未登第前，火星常出其袖，几欲焚衣，被视为吉兆。萬曆二十二年（1594年）甲午科湖廣乡试举人，二十六年（1598年）戊戌科進士，兵部觀政，授番禺县知县，以卓异，三十五年考選为福建道監察御史，三十六年奉敕巡边。三十八年巡按陕西，上八议：一修屯堡、一杜开衅、一禁厉役、一革私市、一清冒粮、一稽战马、一核首功、一禁游客干求。四十一年巡按廣西，以水灾，與巡抚吴中明上疏請發内帑金钱或留本处税银赈恤。以内艱歸。不置产业，所余俸召族戚及故交贫子弟分之，微時區豆之惠，罔不报也。初父守文教諭四川，卒于官，天颜方少，與兄扶櫬走萬岭中，資粮且尽，逆旅不纳。会大雷雨昏黑，哀号逐电光而行，有人或感其孝，厚赠之，乃歸焉，至是厚报之。卒祀鄉賢。

## 轶事

### 穆天颜判冥
穆天颜为秀才时嘗入冥为地下阎罗王，莅任之日，鼓乐骑乘迎道，如世间威仪。九殿阎罗咸来会席，其形状可怪可愕，穆心凛然，有吏在旁私语曰：相公莫怕，恐失观瞻。穆一日治事于堂，见所解囚犯中妇人形貌宛然亲姑也，穆令近前认之，毫发无误，遽令放还。及寤，谓家人曰：姑家得无有恙乎？往视之，其姑适病寒死，气且绝矣，中夜忽苏，亦方语其儿曰：吾與数人同被勾摄至地府录对，见堂上坐一官人，细认之，是穆家长哥也，放我还阳间。汝可诣谢。语未毕，适穆家人至，叙话略司。如是者八年，或半月，或一月入冥，治事毕復还其家，了不为异。后有代政者，遂绝不往。穆登戊戌进士，今为御史。

### 鞭打许显纯
《万历野获编》言：因忆近年，京师有一快心事：故驸马许从诚尚世宗女嘉善公主，有孽子名显纯，以太学生入赀，遥授指挥佥事，其人拥多金，负小慧，学诗画，以此得交士大夫。一日，拥驺骑乘小轿，过正阳门所谓棋盘街者，下舆遇巡城御史穆天颜，相逊而揖。别去，穆问何官？从者素憎之，对曰：“此纳级武弁也。“穆大怒，追还，裸而笞于道旁，路人莫不揶揄。今年阅武录，其人已用锦衣籍，登武进士矣。向见锦衣奉使出者，俱坐八人轿，覆褐盖，虽试百户亦然，不知始自何时？